# カワキタ (自動車メーカー)
株式会社カワキタは、富山県富山市にに存在する日本の自動車メーカーである。

## 概要
国内外の市販高級車をベースとした霊柩車の製造を専門に取り扱っている。
県内の自動車メーカーの役員だった河村賢整が2014年（平成26年）に独立して設立した。『高品質な葬儀用車両を日本一リーズナブルに』という企業理念の下、ベース車両の分解から切断、延長、塗装、仕上げまでの一貫生産体制を構築し、創業からわずか数年で国内主要3社の一角を担うまでに成長した。
かつてはフレームなどの部材加工や合成レザーの縫製は外部業者に委託していたが、2020年（令和2年）までに自社生産に転換、目標である『日本一リーズナブルな霊柩車』を実現させた。
用地（約2,200坪・7,260m2）と生産設備規模は「葬儀用車輌生産専門」としては日本国内最大級となっている。